# De Grasse (frégate)
Pour les articles homonymes, voir De Grasse.

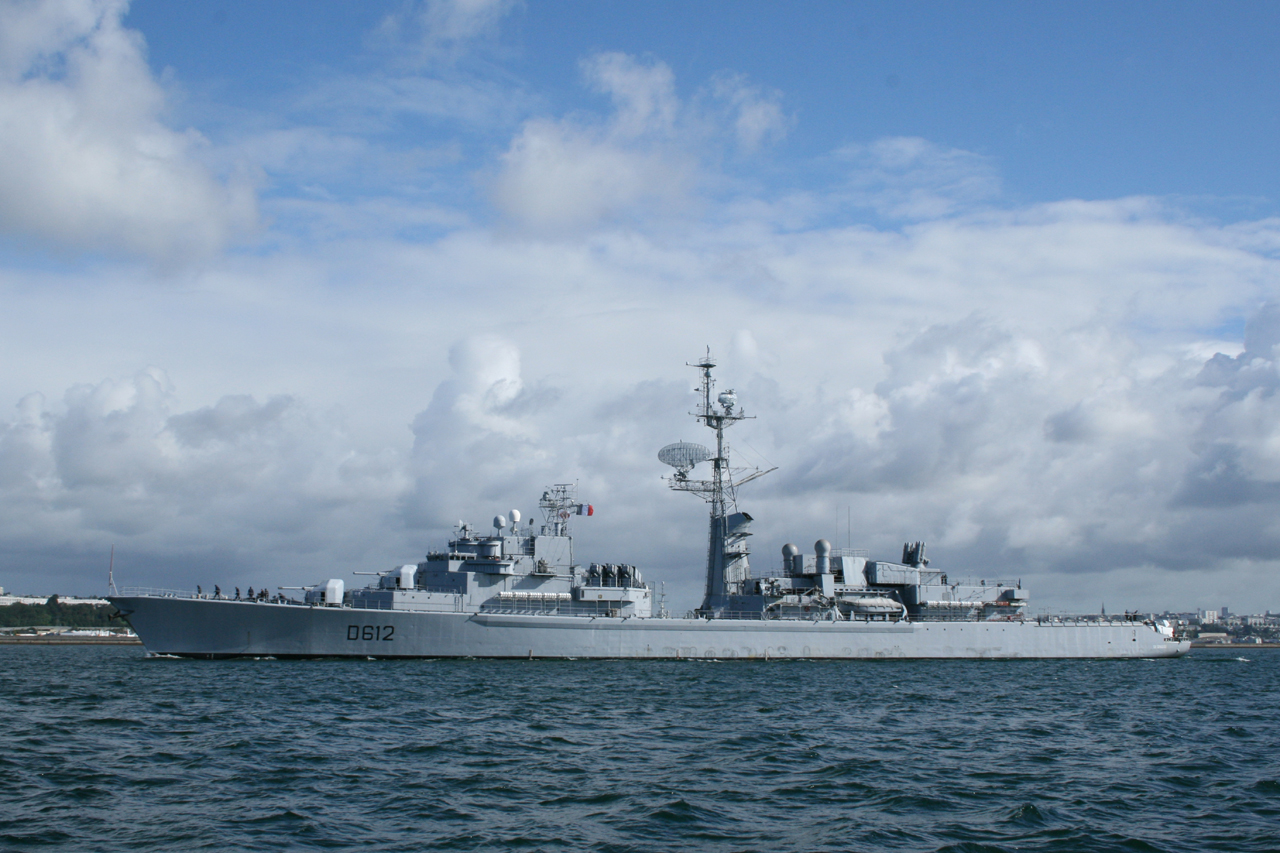
La frégate De Grasse dans le goulet de Brest en 2007

Le De Grasse est une frégate anti-sous-marine du type F67 (le nombre 67 correspond à l’année 1967, date de conception de ces frégates) de la Marine nationale française. Son indicatif visuel est D612. Trois unités de cette classe ont été construits à cette époque à l'arsenal de Lorient (DCAN) : le Tourville (désarmé le 10 novembre 2011), le Duguay-Trouin (désarmé le 13 juillet 1999) et le De Grasse (désarmé le 5 septembre 2013), qui a rejoint le cimetière des navires de Landévennec le 25 septembre 2013. Dans l'attente de son démantèlement, sa coque sert de brise-lame à Lanvéoc-Poulmic depuis septembre 2014.

## Historique
Le De Grasse est lancé en 1974 et est armé (pour essai) un an plus tard.
La frégate De Grasse est parrainée par les villes de Grasse et du Bar-sur-Loup (ville natale du comte De Grasse) depuis le 15 octobre 1977.
Par ailleurs, la frégate De Grasse parraine la PMM (préparation militaire marine) de Brest.
En 2013, elle est l'ultime bâtiment à propulsion vapeur d'origine fossile en service dans la Marine. Le lundi 6 mai 2013, la De Grasse a effectué son ultime sortie avant son désarmement. 

## Armement et équipements
En 2013, la frégate De Grasse était équipée :
- d'un système Crotale anti aérien courte portée (13 km) : 8 missiles sur rampe et 18 en réserve ;
- de 6 rampes de missiles MM38 Exocet, pour la lutte anti navire (portée 40 km).
- de 2 tourelles de 100 mm modèle 1968, pièce d'artillerie la plus utilisée dans la marine française. Peut être utilisé contre des cibles aériennes, maritimes, ou terrestres (portée maxi : 17 km)
- de 2 canons de 20 mm anti-aériens
- de 4 mitrailleuses de 12,7 mm (utilisées pour tir de barrage, tir de sommation...)
- et de 2 berceaux pour torpilles anti sous-marine L5 mod 4 (10 torpilles en réserve)
- le système Malafon de missile porte-torpille démonté en 1996 : 1 sur rampe - 12 en réserve

Le navire dispose des systèmes de détection suivants :
- 1 radar de veille Surface
- 1 radar de veille Air DRBV-26 A
- 1 radar de conduite de tir
- 2 radars de navigation
- 1 sonar de coque
- 1 sonar remorqué
- 1 dispositif d'alerte torpille

Pour la guerre électronique :
- 1 brouilleur
- 1 intercepteur radar
- 2 lance-leurres Syllex

Et pour les transmissions, la frégate dispose de liaisons HF, UHF, VHF et SHF ; Syracuse 2 ; Inmarsat.

## Les commandants duDe Grasse
Tous étaient capitaines de vaisseaux.
- Claude Darodes de Tailly, 14 avril 1975
- Jean-Marie Lesec, 16 juin 1977
- Jean-Paul Nouailhetas, 12 septembre 1978
- François Roitel, 11 mars 1980
- Jean Brunet, 17 juin 1981
- Claude Poirrier, 26 novembre 1982
- François Gariel, 27 avril 1984
- François Quérat, 11 octobre 1985
- Patrick Lecointre, 22 mai 1987
- Jean-Luc Duval, 24 novembre 1988
- Jean-Louis Battet, 12 juillet 1990
- Patrice Dupeyron, 21 janvier 1992
- Yves Melaine, 26 juillet 1993
- Bertrand Vibert, 19 juin 1995
- Christophe Jeuffrain, 29 juillet 1997
- Michel Straub, 31 mai 1999
- Olivier Lajous, 21 juin 2001
- Marc Lanne, 4 juillet 2003
- Vincent de Larminat, 27 juin 2005
- Xavier Baudouard, 31 juillet 2007
- Jean Hausermann, 30 juillet 2009
- Pascal Le Claire, 13 juillet 2011